# Rione San Paolo
Il rione San Paolo è uno dei rioni che partecipa al palio di Asti. Comprende una parte del centro storico della città ed una parte che si espande verso la periferia nella zona sud di Asti.

## La nascita
Il rione San Paolo sorge e si espande intorno all'omonima chiesa, la prima notizia di questo fabbricato risale al 1292. La stessa chiesa viene qualificata come parrocchia in un documento del 1381, in cui il parroco di San Paolo è citato col titolo di "rector ecclesiae Sancti Pauli".
Il rione comprende una parte racchiusa dalla prima cerchia di mura, con due accessi verso l'esterno formati dalla porta Vivarii o porta di San Paolo (presente già nei documenti dal 1098), all'altezza dell'incrocio tra via Cavour e via Brofferio, ed una porta più a sud-ovest, detta porta del Mercato (citata nel 1193), ubicata nella zona della contrada dei Solaro, tra via XX Settembre e via Brofferio.
Questa porta immetteva nella famosa ruata Carrera, la via che percorrevano i carri per raggiungere l'antico mercato di piazza San Secondo.

## Il borgo di San Quirico
Esternamente alla città, il rione si espandeva verso sud nel borgo di San Quirico, un'area ricca di manifatture laniere organizzate a ridosso della Bealera, un sistema di canali, mulini e dispositivi meccanici, per l'irrigazione e per la lavorazione dei panni e della lana, ottenuto con le acque del torrente Borbore ed in seguito del Triversa.

Nel borgo di San Quirico vi erano anche la chiesa omonima di pertinenza dell'ordine degli Umiliati e la chiesa della Confraternita della Trinità.

Dopo la costruzione del recinto dei Borghigiani, anche il borgo di San Quirico venne racchiuso nelle mura cittadine, dotandolo di una Porta di uscita verso l'esterno.

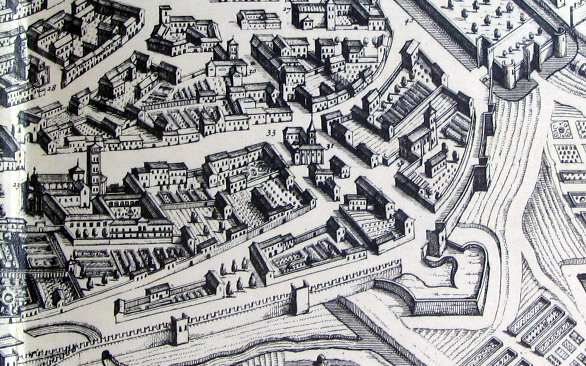
Il rione di San Paolo ed il borgo di San Quirico nel 1600

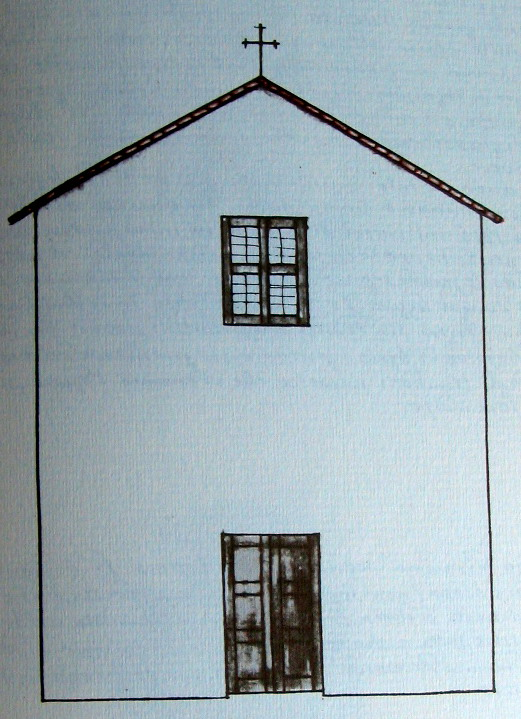
La chiesa di San Quirico in un disegno di Stefano Giuseppe Incisa del 1801

## Sviluppo del rione nel Cinquecento
Nel Cinquecento, l'asse portante del rione era costituito dalla contrada maestra di San Paolo (l'attuale via Cavour), caratterizzata da importanti attività commerciali sulla via che immetteva dalla porta di San Paolo.
Parte di questa via, tra il Seicento ed il Settecento, prese il nome di contrada maestra dei Cavagneri, o dei cestai (dal piemontese cavagna, cesta).
Da questa arteria principale si dipartivano altre contrade.
Gianluigi Bera, nel suo Asti, edifici e palazzi del medioevo, ne cita otto così denominate:
- contrada dei Santi, vicino alla porta San Quirico
- contrada dei Presbiteri
- contrada dei Cravins
- contrada dei Bissonis, nei pressi della cinta muraria
- contrada di Valdamore
- contrada Borbore
- contrada di Sant'Enrico
- contrada Rana

## La Confraternita della SS.Trinità
Nel borgo di San Quirico, in via Cavour, a fianco dei resti dell'antico ospedale dei pellegrini di S.Evasio, sorge la confraternita della SS. Trinità tuttora esistente e funzionante. La confraternita, detta anche dei "battuti rossi", è nata prima del 1570. La Confraternita ha partecipato al palio e la prima partecipazione documentata risale al 1648.

## Lo stemma
Il rione San Paolo ha cambiato il proprio stemma il 1 settembre 2014. Il nuovo emblema rappresenta una fenice che risorge dalle proprie ceneri, simbolo delle traversie del rione attraverso i secoli, sulla sua immortalità, ovvero la fiamma, altro simbolo presente nella iconografia del rione, perché adottato dai padri Filippini che tennero per secoli la parrocchia di San Paolo. Il rosso dello sfondo di rifà al colore dei battuti rossi dell'antica confraternita della Trinità, presente nel borgo di San Quirico dal 1368.

## Vittorie al Palio di Asti

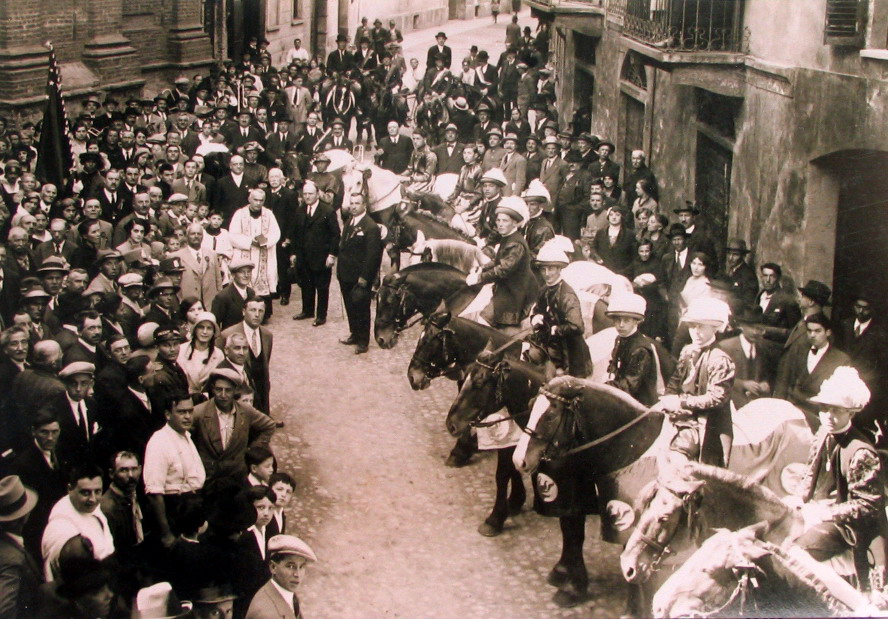
1933, sfilanti e rionaioli di San Paolo, davanti alla chiesa, prima della corsa. Il primo cavaliere della fila è il fantino G. Zappa che disputerà quell'edizione del Palio

La Confraternita della Trinità, che può essere considerata l'antesignana del rione San Paolo, vinse il palio otto volte:
- 1665, 1667, 1675
- 1677, vinse il cavallo scosso
- 1720
- 1728, vinse il paggio diciottenne Antonio Roggero, con un cavallo rosso
- 1738, paggio Matteo Forzino
- 1750, paggio Antonio Ranco, cavallo spagnolo

Dalla ripresa nel 1967, il rione vanta uno dei migliori palmarès, con ben cinque vittorie:
- 1975, col fantino Renato Magari detto Angelo Biondo, sul cavallo “Capriccio”
- 1978, Sergio Ruiu detto il Professore, cavallo Napo (Nobel)
- 1979, Sergio Ruiu, detto il Professore, cavallo Mac (Nobel II)
- 1993, Giuseppe Pes, detto il Pesse, su Grand Prix
- 2015, Valter Pusceddu, detto Bighino, su Genarmoly

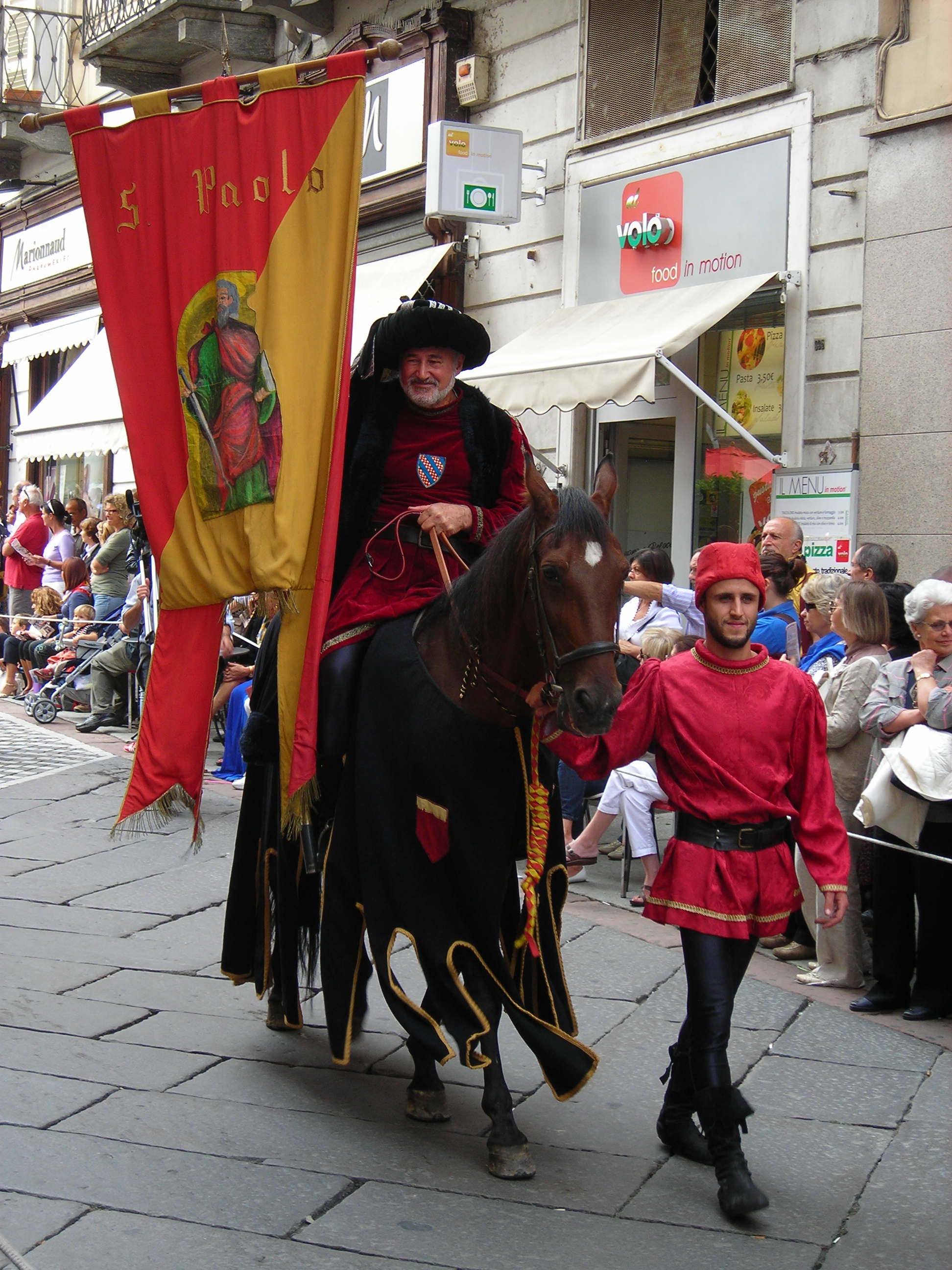
Il rione al corteo storico del 2009

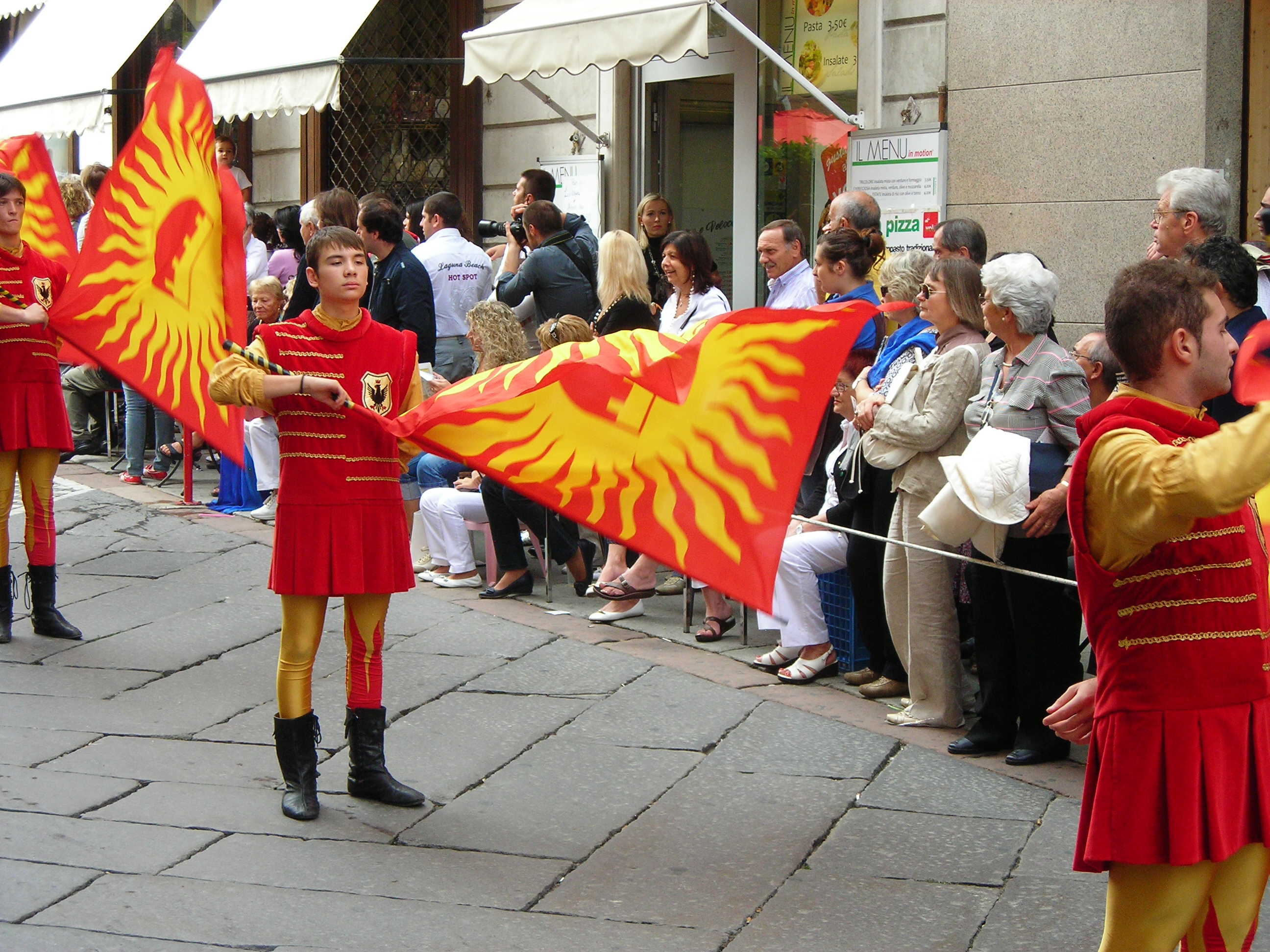
Sbandieratori di San Paolo al corteo storico